# Луке (Парагвай)
 Тази статия е за парагвайския град.  За селото в Северна Македония вижте Луке.  
Луке (на испански: Luque) е град в департамент Сентрал, Парагвай и е част от метрополис Гран Асунсион.

## Икономика
В Луке се намира международното летище Силвио Петироси - главното летище на Парагвай и Асунсион. Там е и централата на южноамериканската футболна федерация КОНМЕБОЛ.
Луке е известен и като център на производството си на китари и парагвайски арфи, както и на златни и сребърни изделия.

## Спорт
Футболният отбор на Луке се нарича Спортиво Лукеньо.

## Личности
Родени
- Хосе Луис Чилаверт (р. 1965), футболист